# Majda Koren
Majda Koren (ur. 12 marca 1960 w Lublanie) – słoweńska pisarka dla dzieci i młodzieży, nauczycielka.

## Życiorys
Studiowała na Wydziale Pedagogicznym Uniwersytetu w Lublanie. Pracuje jako nauczycielka w szkole podstawowej w Spodnja Šiška.
Wydana w 2006 roku ksiązka Eva in kozel otrzymała Białego Kruka (White Raven) Internationale Jugendbibliothek w Monachium.

## Twórczość
- Mala pošast Mici (1994)[3]
- Mici v mestu (1996)[4]
- Ta knjiga ne grize (1997)[5]
- Pikapolonica na prašni cesti (1997)[6]
- Pošasti (1998)[7]
- Metulj na dežju (2002)
- Teta kuha (2003)[8]
- Župcin dnevnik (2004)[9]
- Zgodbe zajca Zlatka (2006)[10]
- Eva in kozel (2006)[11]
- Tia (2007)[12]
- Še zgodbe zajca Z. (2007)[13]
- Lojza iz vesolja (2008)[14]
- Julija je zaljubljena lol (2008)[15]
- Mici iz 2.a (2009)[16]
- Maj za vedno :) (2009)[17]
- Bert, grad in domača naloga (2009)[18]
- Bert v slikarski šoli ali Kaj je to Kijaro s kuro (2011)[19]
- Mihec (2011)[20]
- Že spet ta Mici iz 2.a (2012)[21]

### Komiksy
- Zgodbice za matematiko (1992)[22]
- Zgodbice za matematiko 2 (1993)
- Večje-manjše (1993)[23]
- Učimo se igraje (1993)[24]
- A A A abeceda (1993)[25]
- Štejem do 10 (1993)[26]
- Besedne zmešnjave 1,2,3,4 (1994)[27]
- Medved in miška 1 (2010)[28]
- Nace in Rudi/Lipe (2012)[29]
- Medved in miška 2 (2014)[30]
- Inšpektor Jože (2014)[31]
- Skuhaj mi pravljico! (2016)[32]
- Medved in miška 3 (2017)
- Kapo in Bundo (2020)[33]
- Inšpektor Jože, prvi del in pol (2021)
- Čarobna kost (2022)[34]
- Na koncu Rimske ceste (2022)[35]
- Protideževna juha (2023)[36]
- Kapo in Bundo v muzeju (2024)[37]

Tłumaczenia na język polski
- Ugotuj mi bajkę tłumaczenie Mariusz Biedrzycki 2017[38]
- Beret i Kapot  il. Damijan Stepančič tłumaczenie Marta Cmiel-Bażant 2023[39]
- Beret i Kapot. Inspektor Anton 3 il. Damijan Stepančič tłumaczenie Marta Cmiel-Bażant 2024[40]
- Beret i Kapot. Na końcu Drogi Mlecznej 3 il. Damijan Stepančič tłumaczenie Marta Cmiel-Bażant 2025[40]